# Campeonato Carioca de Futebol de 2002
O Campeonato Carioca de Futebol de 2002 foi a 105.ª edição da principal divisão do futebol no Rio de Janeiro. Não houve divulgação na mídia televisiva por causa do Torneio Rio-São Paulo e pelo boicote por parte da Rede Globo e de várias outras empresas de mídia. O campeonato foi apelidado de "Caixão 2002" em alusão ao então presidente da FERJ, Eduardo Viana, apelidado de "Caixa d'Água".

## Regulamento
O campeonato teve a participação de 12 clubes. As 4 equipes que mais pontuaram ao longo do campeonato (Taça Guanabara e Taça Rio) se juntaram a Fluminense, Flamengo, Vasco da Gama e Botafogo, já garantidos na fase final. Não houve o critério de desempate por número de vitórias.

## Primeira fase (Taça Guanabara)
| 1  | Americano     | 31 | 11 | 10 | 1 | 0 | 28 | 9  | 19  |
| 2  | Vasco da Gama | 28 | 11 | 9  | 1 | 1 | 21 | 6  | 15  |
| 3  | Volta Redonda | 20 | 11 | 6  | 2 | 3 | 25 | 18 | 7   |
| 4  | Madureira     | 17 | 11 | 5  | 2 | 4 | 20 | 17 | 3   |
| 5  | Bangu         | 16 | 11 | 5  | 1 | 5 | 14 | 14 | 0   |
| 6  | Botafogo      | 15 | 11 | 4  | 3 | 4 | 23 | 23 | 0   |
| 7  | Olaria        | 14 | 11 | 4  | 2 | 5 | 14 | 22 | -8  |
| 8  | Fluminense    | 12 | 11 | 3  | 3 | 5 | 15 | 17 | -2  |
| 9  | Friburguense  | 9  | 11 | 2  | 3 | 6 | 14 | 20 | -6  |
| 10 | America       | 9  | 11 | 3  | 0 | 8 | 14 | 23 | -9  |
| 11 | Entrerriense  | 8  | 11 | 2  | 2 | 7 | 15 | 22 | -7  |
| 12 | Flamengo      | 7  | 11 | 1  | 4 | 6 | 9  | 21 | -12 |

|  |                                    |
|  | Campeão da Taça Guanabara de 2002. |

### Jogo do título
Válido pela 8ª Rodada (partida adiada)
| 28 de Abril de 2002 | Americano | 2 - 1 | Vasco da Gama | Estádio Godofredo Cruz, Campos dos Goytacazes |
|                     |           |       |               |                                               |

| Taça Guanabara de 2002        |
| ----------------------------- |
| Americano Campeão (1º título) |

## Segunda fase (Taça Rio)
| 1  | Americano     | 23 | 11 | 7 | 2 | 2 | 17 | 7  | 10  |
| 2  | Vasco da Gama | 21 | 11 | 6 | 3 | 2 | 25 | 15 | 10  |
| 3  | Volta Redonda | 21 | 11 | 6 | 3 | 2 | 21 | 15 | 6   |
| 4  | Friburguense  | 20 | 11 | 6 | 2 | 3 | 22 | 18 | 4   |
| 5  | Botafogo      | 19 | 11 | 5 | 4 | 2 | 16 | 11 | 5   |
| 6  | Fluminense    | 19 | 11 | 6 | 1 | 4 | 17 | 13 | 4   |
| 7  | Flamengo      | 14 | 11 | 4 | 2 | 5 | 21 | 17 | 4   |
| 8  | Bangu         | 14 | 11 | 4 | 2 | 5 | 14 | 14 | 0   |
| 9  | Madureira     | 12 | 11 | 4 | 0 | 7 | 13 | 21 | -8  |
| 10 | America       | 11 | 11 | 3 | 2 | 6 | 17 | 19 | -2  |
| 11 | Olaria        | 8  | 11 | 2 | 2 | 7 | 12 | 22 | -10 |
| 12 | Entrerriense  | 3  | 11 | 0 | 3 | 8 | 8  | 31 | -23 |

|  |                              |
|  | Campeão da Taça Rio de 2002. |

### Jogo do título
Válido pela 4ª Rodada (partida adiada)
| 26 de Maio de 2002 | Bangu | 1 - 2 | Americano | Moça Bonita, Rio de Janeiro |
|                    |       |       |           |                             |

| Taça Rio de 2002              |
| ----------------------------- |
| Americano Campeão (1º título) |

### Classificação final

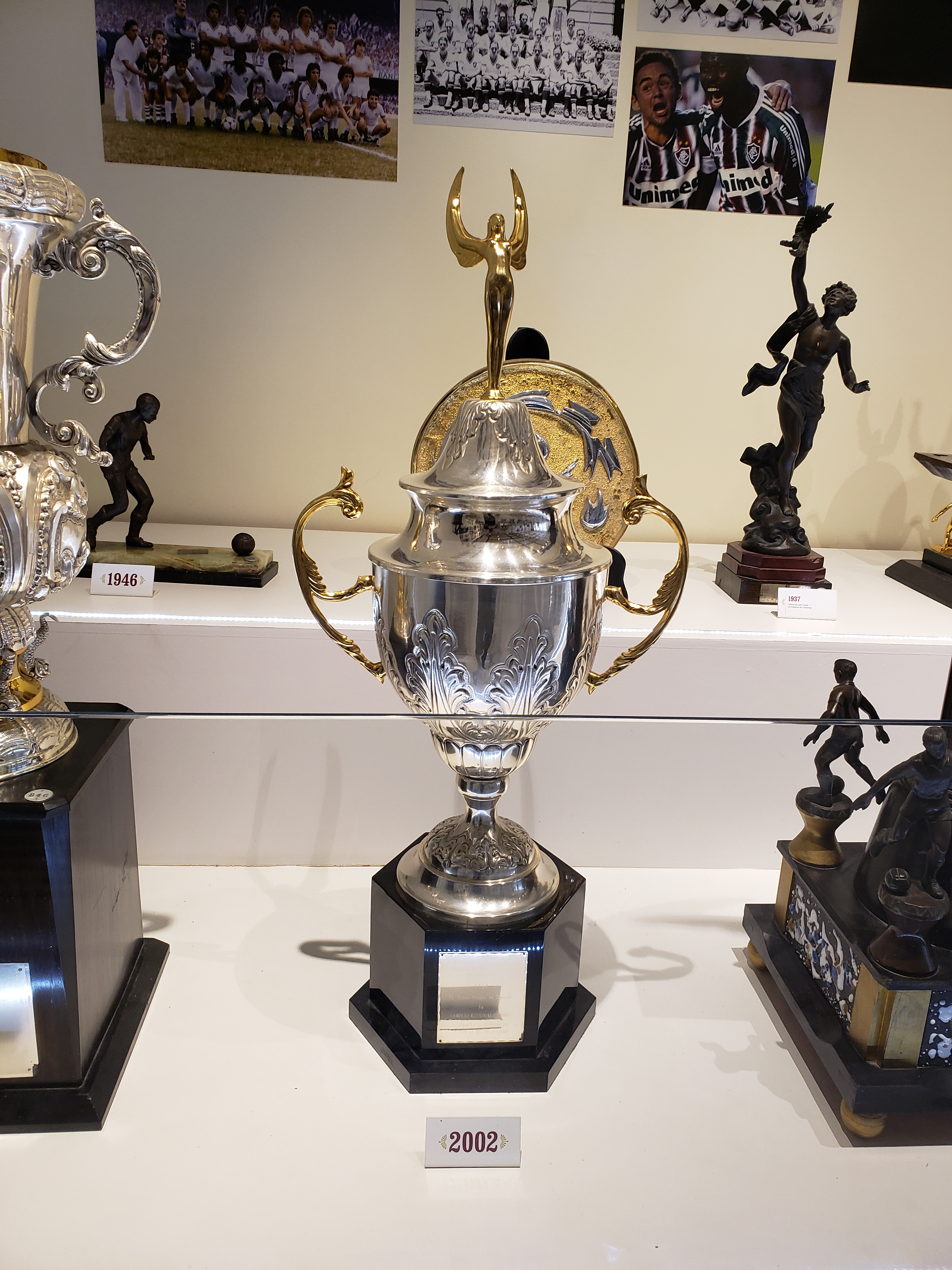
Taça do Campeonato Carioca de 2002.

Somando-se os pontos da Taça Guanabara com a Taça Rio.
| 1  | Americano     | 54 | 22 | 17 | 3 | 0  | 45 | 16 | 29  |
| 2  | Vasco da Gama | 49 | 22 | 15 | 4 | 3  | 46 | 21 | 25  |
| 3  | Volta Redonda | 41 | 22 | 12 | 5 | 5  | 46 | 33 | 13  |
| 4  | Botafogo      | 34 | 22 | 9  | 7 | 6  | 39 | 34 | 5   |
| 5  | Fluminense    | 31 | 22 | 9  | 4 | 9  | 32 | 30 | 2   |
| 6  | Bangu         | 30 | 22 | 9  | 3 | 10 | 28 | 28 | 0   |
| 7  | Friburguense  | 29 | 22 | 8  | 5 | 9  | 36 | 38 | -2  |
| 8  | Madureira     | 29 | 22 | 9  | 2 | 11 | 33 | 38 | -5  |
| 9  | Olaria        | 22 | 22 | 6  | 4 | 12 | 26 | 44 | -18 |
| 10 | Flamengo      | 21 | 22 | 5  | 6 | 11 | 30 | 38 | -8  |
| 11 | America       | 20 | 22 | 6  | 2 | 14 | 31 | 42 | -11 |
| 12 | Entrerriense  | 11 | 22 | 2  | 5 | 15 | 23 | 53 | -30 |

|  |                                            |
|  | Classificados para a Fase de Grupos.       |
|  | Rebaixados para a segunda divisão de 2003. |

## Terceira fase (grupos)

### Grupo A
| 1 | Americano     | 7 | 3 | 2 | 1 | 0 | 7 | 5 | 2  |
| 2 | Bangu         | 6 | 3 | 2 | 0 | 1 | 7 | 3 | 4  |
| 3 | Botafogo      | 4 | 3 | 1 | 1 | 1 | 2 | 3 | -1 |
| 4 | Vasco da Gama | 0 | 3 | 0 | 0 | 3 | 4 | 9 | -5 |

|  |                                  |
|  | Classificados para a fase final. |

#### Primeira rodada
| 2 de Junho de 2002 | Botafogo | 1 - 1 | Americano | Estádio Caio Martins, Niterói |
|                    |          |       |           |                               |

| 2 de Junho de 2002 | Vasco da Gama | 1 - 4 | Bangu | Estádio de São Januário, Rio de Janeiro |
|                    |               |       |       |                                         |

#### Segunda rodada
| 5 de Junho de 2002 | Botafogo | 0 - 2 | Bangu | Estádio Caio Martins, Niterói |
|                    |          |       |       |                               |

| 5 de Junho de 2002 | Vasco da Gama | 3 - 4 | Americano | Estádio de São Januário, Rio de Janeiro |
|                    |               |       |           |                                         |

#### Terceira rodada
| 8 de Junho de 2002 | Vasco da Gama | 0 - 1 | Botafogo | Estádio de São Januário, Rio de Janeiro |
|                    |               |       |          |                                         |

| 9 de Junho de 2002 | Americano | 2 - 1 | Bangu | Estádio Godofredo Cruz, Campos dos Goytacazes |
|                    |           |       |       |                                               |

### Grupo B
| 1 | Fluminense    | 9 | 3 | 3 | 0 | 0 | 9 | 3 | 6  |
| 2 | Friburguense  | 4 | 3 | 1 | 1 | 1 | 7 | 6 | 1  |
| 3 | Flamengo      | 4 | 3 | 1 | 1 | 1 | 6 | 8 | -2 |
| 4 | Volta Redonda | 0 | 3 | 0 | 0 | 3 | 4 | 9 | -5 |

|  |                                  |
|  | Classificados para a Fase Final. |

#### Primeira rodada
| 1° de Junho, 2002 | Fluminense | 2 - 1 | Volta Redonda | Maracanã, Rio de Janeiro |
|                   |            |       |               |                          |

| 2 de Junho de 2002 | Flamengo | 2 - 2 | Friburguense | Maracanã, Rio de Janeiro |
|                    |          |       |              |                          |

#### Segunda rodada
| 5 de Junho de 2002 | Fluminense | 3 - 1 | Friburguense | Maracanã, Rio de Janeiro |
|                    |            |       |              |                          |

| 5 de Junho de 2002 | Flamengo | 2 - 1 | Volta Redonda | Estádio Giulite Coutinho, Édson Passos |
|                    |          |       |               |                                        |

#### Terceira rodada
| 9 de Junho de 2002 | Flamengo | 1 - 4 | Fluminense | Maracanã, Rio de Janeiro |
|                    |          |       |            |                          |

| 9 de Junho de 2002 | Volta Redonda | 1 - 4 | Friburguense | Estádio do Trabalhador, Resende |
|                    |               |       |              |                                 |

## Fase Final

### Semi-final
| 16 de Junho de 2002 | Americano | 1 - 0 | Friburguense | Estádio Godofredo Cruz, Campos dos Goytacazes |
|                     |           |       |              |                                               |

| 16 de Junho de 2002 | Fluminense | 0 - 0 | Bangu | Maracanã, Rio de Janeiro |
|                     |            |       |       |                          |

### Final

#### Primeiro jogo
| 23 de Junho de 2002 | Americano | 0 – 2 | Fluminense            | Maracanã, Rio de Janeiro Público: 9.630 Árbitro: Edílson Soares da Silva RJ |
|                     |           |       | Marcão 30' · Roni 57' |                                                                             |

#### Segundo jogo
| 27 de Junho de 2002 | Fluminense                              | 3 – 1 | Americano      | Maracanã, Rio de Janeiro Público: 26.663 Árbitro: Edílson Soares da Silva RJ |
|                     | Roni 13' · Flávio 70' · Magno Alves 80' |       | Washington 57' |                                                                              |

| Campeão Carioca de 2002         |
| Cidade do Rio de Janeiro.       |
| ------------------------------- |
| Fluminense Campeão (29º título) |

## Classificação Final
| 1  | Fluminense    | 47 | 28 | 14 | 5 | 9  | 46 | 34 | 12  |
| 2  | Americano     | 64 | 28 | 20 | 4 | 4  | 54 | 26 | 28  |
| 3  | Bangu         | 37 | 26 | 11 | 4 | 11 | 35 | 31 | 4   |
| 4  | Friburguense  | 33 | 26 | 9  | 6 | 11 | 43 | 45 | -2  |
| 5  | Vasco da Gama | 49 | 25 | 15 | 4 | 6  | 50 | 30 | 20  |
| 6  | Volta Redonda | 41 | 25 | 12 | 5 | 8  | 50 | 42 | 8   |
| 7  | Botafogo      | 38 | 25 | 10 | 8 | 7  | 41 | 37 | 4   |
| 8  | Flamengo      | 25 | 25 | 6  | 7 | 12 | 36 | 46 | -10 |
| 9  | Madureira     | 29 | 22 | 9  | 2 | 11 | 33 | 38 | -5  |
| 10 | Olaria        | 22 | 22 | 6  | 4 | 12 | 26 | 44 | -18 |
| 11 | America       | 20 | 22 | 6  | 2 | 14 | 31 | 42 | -11 |
| 12 | Entrerriense  | 11 | 22 | 2  | 5 | 15 | 23 | 53 | -30 |

|  | Campeão.                                   |
|  | Vice-Campeão.                              |
|  | Eliminados na Fase Final.                  |
|  | Eliminados na Fase de Grupos.              |
|  | Rebaixados para a segunda divisão de 2002. |

## Questão Bangu e a arbitragem
O Bangu entrou com recurso, pois alegava erros da arbitragem que teriam prejudicado o time, como o gol de cabeça do goleiro Eduardo, anulado de forma discutível na semifinal do torneio que terminou na prorrogação em 0 a 0. O árbitro, Reinaldo Ribas, alegou que houve toque de mão na área, e ainda expulsou o goleiro. Irritados com a decisão, os jogadores do Bangu partiram para cima do juiz, que ainda expulsou Cleberson e Hélder, por reclamação. Em seguida, deixaram o gramado do Maracanã, a pedido do então presidente Rubens Lopes. Dirigentes do Alvirrubro mostraram uma imagem do lance, e garantiram que não havia irregularidade. 
Pelo erro cometido, Reinaldo Ribas foi excluído do quadro de árbitros da FERJ. Rubens Lopes, além de ser vice-presidente de futebol do Bangu, era vice-presidente da FERJ e assumiria o cargo de presidente posteriormente. Pela briga entre a federação e as TVs, esse foi o único lance mostrado, com as pessoas que não foram ao jogo não tendo acesso a todas as imagens da partida.  
No dia 14 de abril de 2009, finalmente o campeonato teve seu desfecho, onde o Fluminense foi mantido como o legítimo campeão pelo TJD/RJ, por 8 votos a 0. O Entrerriense foi a equipe rebaixada do campeonato ao somar apenas 11 pontos em 22 partidas.